# Maximilian Krückl
Maximilian „Max“ Krückl (* 21. August 1966 in München; † 22. Juni 2019) war ein deutscher Schauspieler, Drehbuchautor und Kabarettist.

## Karriere
Krückls Karriere begann 1979 als Zwölfjähriger mit einer Hauptrolle in der Fernsehserie Familie Meier von Franz Xaver Bogner. In der Serie spielte Krückl den Sohn von Karl Obermayr, welcher ihn daraufhin Ruth Drexel vorstellte, die zu dieser Zeit das Münchner Volkstheater mitinitiierte.

### Theater
Unter anderem durch Ruth Drexel folgten zahlreiche Engagements am Münchner Volkstheater sowie in Telfs in Tirol und in Darmstadt. In München führte Krückl am Theater im Fraunhofer und bei den Sissi-Festspielen Regie.

### Fernsehen
Nach Familie Meier wurde er bekannter durch die Serie Wildbach (1992–1996); hier erreichte er große Popularität als Tankstellenbetreiber Alois Angerer. Zahlreiche Hauptrollen in Serien folgten, so etwa die Figur des Pfarrers Friedl in Wilder Kaiser, als Pathologe Dr. Fröhlich in SOKO 5113 und 2003 in Körner und Köter. Ab 2004 war er in der Serie Zwei am großen See an der Seite von Ruth Drexel und Uschi Glas zu sehen. Nachdem er 1995 erstmals eine kleine Gastrolle in der ZDF-Fernsehserie Forsthaus Falkenau gehabt hatte, verkörperte er dort ab 2007 in 22 Folgen wiederkehrend die Rolle des Pfarrers Ambros.

### Drehbuchautor
Nebenbei war Maximilian Krückl als Drehbuchautor erfolgreich. So schrieb er u. a. das Drehbuch für die Serie Der Ruf der Berge und für Agathe kann’s nicht lassen (Episoden Mord im Kloster und Alles oder Nichts), in denen er auch die Rolle des Hauptkommissars Krefeld verkörperte.

## Leben
Krückl war verheiratet und Vater zweier Töchter. Er besaß eine Pension im Starnberger Ortsteil Percha und war Mitbegründer der gemeinnützigen Vereine Goodact in Pullach und Mysisteract in Starnberg. Maximilian Krückl starb im Juni 2019 im Alter von 52 Jahren an einem plötzlichen Herztod; mit Rücksicht auf seine Familie wurde sein Tod jedoch erst Mitte Juli öffentlich gemacht.

## Filmografie (Auswahl)
- 1981: Familie Meier (Fernsehserie)
- 1986: Geschichten aus der Heimat (Fernsehserie) Episode: Fleischpflanzl
- 1986: Hans im Glück
- 1991: Wildfeuer
- 1992: Im Schatten der Gipfel
- 1993: Der Pfandlbräu
- 1993–1997: Wildbach
- 1995, 2007–2010: Forsthaus Falkenau (Fernsehserie, 23 Folgen)
- 1997: Sophie – Schlauer als die Polizei (Fernsehserie, 13 Folgen)
- 2000: Der Bulle von Tölz: Mord im Chor
- 2001: Polizeiruf 110 – Fluch der guten Tat
- 2003: Der Bulle von Tölz: Freier Fall
- 2003: Tatort – Im Visier
- 2003: Marga Engel kocht vor Wut
- 2003: Alles Glück dieser Erde
- 2003: Ein himmlischer Freund (Fernsehfilm)
- 2004: Polizeiruf 110 – Die Maß ist voll
- 2005: Der Ruf der Berge
- 2005: Mama und der Millionär
- 2006: Das Traumhotel – Indien (Fernsehserie, auch Drehbuch)
- 2005–2007: Agathe kann’s nicht lassen (Krimireihe, fünf Fernsehfilme)
- 2009: Das Traumhotel – Malaysia (Fernsehserie, Drehbuch)
- 2010: Eine Sennerin zum Verlieben
- 2010: Garmischer Bergspitzen (Fernsehfilm)
- 2011: Das Traumhotel – Tobago (Fernsehserie, Drehbuch)
- 2012: Die Verführerin Adele Spitzeder
- 2012: Polizeiruf 110 – Schuld
- 2013: Der Ruf der Pferde
- 2014: Pfarrer Braun – Brauns Heimkehr

## Auszeichnungen
Maximilian Krückl wurde für seine schauspielerischen Leistungen 1983 mit dem Theaterpreis der Akademie der Künste Berlin ausgezeichnet und erhielt 1997 den Deutschen Kurzfilmpreis sowie das Filmband in Silber für seine herausragende schauspielerische Leistung in dem Kinokurzfilm MS Murder.